# Laurent de Gouvion-Saint-Cyr
Laurent de Gouvion-Saint-Cyr, francoski maršal, * 13. april 1764, † 17. marec 1830.